# Recorderman
Recorderman er navnet på en metode at indspille et trommesæt på med kun to mikrofoner.
Teknikken går ud på at have samme afstand fra lilletromme og stortromme til begge mikrofoner.
Dette opnås ved at måle med en snor fra stedet, trommestikken rammer stortrommeskindet op til overhead 1 og ned til lilletrommens centrum.

## Eksterne link
Video: https://www.youtube.com/watch?v=IiFOD1EeKhQ
| Musik | Spire Denne musikartikel er en spire som bør udbygges. Du er velkommen til at hjælpe Wikipedia ved at udvide den. |